# 水無川 (長崎県)
水無川（みずなしがわ）は、島原半島中央部の雲仙岳東斜面から有明海（島原湾）へ注ぐ二級河川である。流域は長崎県島原市と南島原市の境になっているが、源流部の一部は雲仙市にも属する。
流域の全てが雲仙岳に由来する火山砕屑物に覆われ、地表を水が流れるのは降雨時のみである。1990年-1995年の雲仙普賢岳噴火では、この流域に沿って土石流・火砕流が流れ下って大きな被害を出し、地形も大きく変化した。

## 流域
雲仙山系の普賢岳（1,359m）・平成新山（1,483m）の東側斜面を水源とする。平成新山の東側には垂木台地・稲生山・岩上山・貝野岳といった丘陵があり、その間に赤松谷・おしが谷などの谷がある。南端にあたる赤松谷から本流にかけては島原市と南島原市深江町の境界となっている。谷は島原市上木場地区・南島原市大野木場地区・島原市安徳地区を通り、東の有明海へ繋がる。
本流の谷は約8kmあるが、降雨時のみ地表を水が流れ、平常は涸れ川となる。上流部にある雲仙岳の火山砕屑物が崩落・流下するため、流域は火山砕屑物が厚く堆積する。特に下流域は天井川と化している。

## 災害と河川改修
流域では1658年（万治元年）に土石流が発生し30余人が死亡したという記録がある。1957年（昭和32年）7月末の諫早豪雨の際には1日の降水量が765mmに達し、眉山の崩壊した土砂が水無川にも流入した。
1990年（平成2年）には普賢岳が噴火し、翌1991年からはデイサイト質の火山砕屑物に由来する土石流や火砕流が流域に頻発した。火砕流による死者・行方不明者は計44名、火砕流と土石流による負傷者計12名、家屋被害は計1,331戸にのぼった。
噴火活動は1995年（平成7年）に収束したが、土石流はその後も発生している。土石流に備えて大規模な堤防や砂防堰堤の設置、本流北側に導流堤の造成、下流域のかさ上げ工事などが行われた。

## 関連施設
- 道路
  - 国道57号（水無川橋）→（水無大橋）
    - なお、1991年（平成3年）6月3日 に当時噴火していた雲仙岳の火砕流が島原市水無川橋に襲来し、「定点」と呼ばれたこの橋付近で52名の死傷者がでた。橋はのちに土石流で消失したため、1999年（平成11年）3月16日に消失した水無川橋に代わり、水無大橋が開通した。詳しくは雲仙岳を参照。

  - 国道251号（安徳大橋）
  - 島原深江道路（がまだすロード）
- 鉄道
  - 島原鉄道
    - 土石流への抜本的対策のため、建設省による導流堤建設工事の補償事業として水無川を挟む島原外港駅 - 深江駅間が1997年に高架化されたが[1]、2008年4月に南目線が廃止され[2]、バスが運行している。

土石流被災家屋保存公園
平成新山の噴火に起因する土石流で被災した家屋が保存されている。隣接する道の駅みずなし本陣ふかえにも展示施設があったが2021年11月30日に営業を終了した。なお、隣接する道の駅は事業譲渡後、2023年（令和5年）4月21日から道の駅ひまわりとなっている。
島原市平成町
噴火災害からの復興事業として、流域の土砂を利用して安徳海岸が埋め立てられ、埋立地は平成町と名づけられた。平成町には島原復興アリーナや雲仙岳災害記念館が作られた。